# Rachel Mazuir
Rachel Mazuir (* 12. Februar 1940) ist ein französischer Politiker und Mitglied des französischen Senats. Er ist Mitglied der Parti socialiste.

## Biografie
Mazuir ist ein Professor im Bereich Sport. 1977 wurde er in den Stadtrat von Bourg-en-Bresse gewählt. Von 1977 bis 1989 und von 1995 bis 2001 war Mazuir der Vize-Bürgermeister. 
2008 wurde er für das Departement Ain in den Senat gewählt.